# Ventino
Ventino è stato un girl group colombiano formatosi nel 2016 e scioltosi nel 2024. È stato costituito dalle cantanti María Cristina de Angulo, Camila Esguerra, Natalia Alfanador e Olga Lucía Vives.

## Storia del gruppo
Fondatasi a Bogotà, la formazione si è fatta conoscere nel 2016 attraverso il caricamento di cover su YouTube, anno in cui ha firmato un contratto discografico con il gruppo colombiano della Sony.
L'anno seguente si è svolta la loro prima tournée internazionale, esibendosi in Perù, Ecuador, e in particolare in Spagna, dove si è svolto il tour Déjate llevar, che ha tenuto il gruppo occupato in oltre dieci città spagnole. Ad ottobre 2017 hanno aperto il concerto di Carlos Rivera presso l'Auditorio Nacional a Città del Messico, in ambito del suo Yo creo tour.
Il loro album in studio di debutto Ya es Navidad, a tema natalizio, è uscito a novembre 2017. Ha fatto seguito Ventino (2018), il loro secondo disco eponimo, che ha prodotto l'estratto Si decides (Baby), certificato oro dalla Asociación Mexicana de Productores de Fonogramas y Videogramas per le oltre 30 000 unità totalizzate in suolo messicano. Lo stesso esito è stato ottenuto con Andan diciendo (2019).
A supporto del loro primo EP Otra noche, messo in commercio nel 2019, le Ventino hanno imbarcato una tournée acustica in Colombia.

## Discografia

### Album in studio
- 2017 – Ya es Navidad
- 2018 – Ventino
- 2024 – Inevitables

### Colonne sonore
- 2023 – Ventino: El precio de la gloria

### EP
- 2019 – Otra noche
- 2024 – Siempre Navidad

### Singoli
- 2016 – Si nos dejan (con Santiago Deluchi)
- 2016 – Me equivoqué
- 2016 – Y no
- 2016 – Ya es Navidad
- 2017 – Volverte a oír
- 2017 – La vida sin ti
- 2017 – Qué hubiera sido
- 2017 – Apaga y vámonos
- 2017 – Popurrí de Juan Gabriel (con Alejandro González)
- 2018 – Si decides (Baby)
- 2018 – Yo te quiero más
- 2019 – Ya te perdoné
- 2019 – Andan diciendo (con Lalo Ebratt e Yera)
- 2019 – Don Juan (con i Rombai)
- 2019 – Ya no quiero amarte (con i Nabález)
- 2019 – Santa Claus vendrá a la ciudad
- 2019 – Un año más (con Carlos Rivera, i Reik, le Pandora, Matisse, Natalia Jiménez, Yuri, Arthur Hanlon e Manuel Medrano)
- 2020 – Vente conmigo
- 2020 – Por qué te vas
- 2020 – Volvernos a encontrar
- 2021 – Esta vez
- 2021 – Para no esperarte más
- 2021 – Frío
- 2021 – Aló (con le Kexxy Pardo)
- 2021 – Vámonos antes
- 2021 – Blanca Navidad
- 2022 – De 0 a 100
- 2022 – Stop
- 2022 – Mariposas
- 2022 – NSMVTM
- 2022 – Cosas pendientes
- 2022 – Quién como tú
- 2023 – La mitad
- 2023 – Combustible
- 2023 – Te dejo entrar
- 2024 – Cuánto me duele
- 2024 – Para variar
- 2024 – Cuesta amarte